# Christophe Ohrel
Christophe Ohrel (Straatsburg, 17 april 1968) is een Zwitsers voormalig voetballer die speelde als middenvelder.

## Carrière
Ohrel maakte zijn profdebuut voor Lausanne-Sport waar hij zes seizoenen bleef spelen alvorens een overstap te maken naar Servette met deze club wordt hij in 1994 landskampioen. Nadien speelde hij gedurende twee jaar in Frankrijk bij Stade Rennes en AS Saint-Étienne. Om hierna terug te keren naar Lausanne-Sport. Met deze laatste club won hij in 1998 en in 1999 de beker. Nadien speelde hij nog voor FC Luzern, Yverdon-Sport, CS Chênois en de amateurploeg Pully Football.
Ohrel speelde tussen 1991 en 1997 voor Zwitserland, hij speelde in totaal 56 interlands waarin hij zes keer kon scoren. Hij nam met zijn land deel aan het WK 1994 en aan het EK 1996.

## Erelijst
- Servette FC Genève
  - Landskampioen: 1994
- Lausanne-Sport
  - Zwitserse voetbalbeker: 1998, 1999